# Diisopropanolammina
La diisopropanolammina è una sostanza chimica utilizzata come emulsionante, stabilizzante nonché come intermedio di sintesi chimica.

## Preparazione
Si ottiene per reazione del propilenossido (un epossido) con isopropanolammina oppure con ammoniaca.